# Listă de filme macedonene
Aceasta este o listă de filme macedonene:

## Republica Macedonia(1991 - 2019)
- Vreme, zivot, regia Ivan Mitevski (1992)
- Înainte de ploaie, regia Milčo Mančevski (1994)
- Gypsy Magic, regia Stole Popov (1997)[1]
- Zbogum na dvaesetiot vek!, regia Darko Mitrevski și Aleksandar Popovski (1998)
- Dust, regia Milcho Manchevski (2001) (coproducție)
- Cum am ucis un sfânt (2004) (r. Teona Strugar Mitevska)
- Bal-Can-Can, regia Darko Mitrevski (2005)
- Kontakt, regia Sergej Stanojkovski (2005)
- Cartea secretă, regia Vlado Cvetanovski (2006) (coproducție cu Franța)[2]
- Sunt din Titov Veles (2007) (r. Teona Strugar Mitevska)
- Umbre, regia Milčo Mančevski	(2007)
- Normal, regia Julius Ševčík (2009)[3]
- Mame, regia 	Milčo Mančevski (2010)
- The Woman Who Brushed Off Her Tears (2012)  (r. Teona Strugar Mitevska)
- Un monument pentru Michael Jackson (2014) (coproducție cu Serbia)[4]

## Macedonia de Nord(2019 - prezent)
- Salcia, regia Milcho Manchevski (2019)
- Dumnezeu există și numele lui e Petrunija, regia Teona Strugar Mitevska (2019)[5]
- Medena zemja, regia Tamara Kotevska și Ljubomir Stefanov (2019)[6][7]
- Sub umbra părului sălbatic r. Nuri Bilge Ceylan (2018) (coproducție)
- 18% Grey r. Viktor Chouchkov (2020)[8]
- Stupul, regia Blerta Basholli (2021)
- Cel mai fericit om din lume, regia Teona Strugar Mitevska (2022)